# أخلاقيات الإحساسية غير المؤكدة

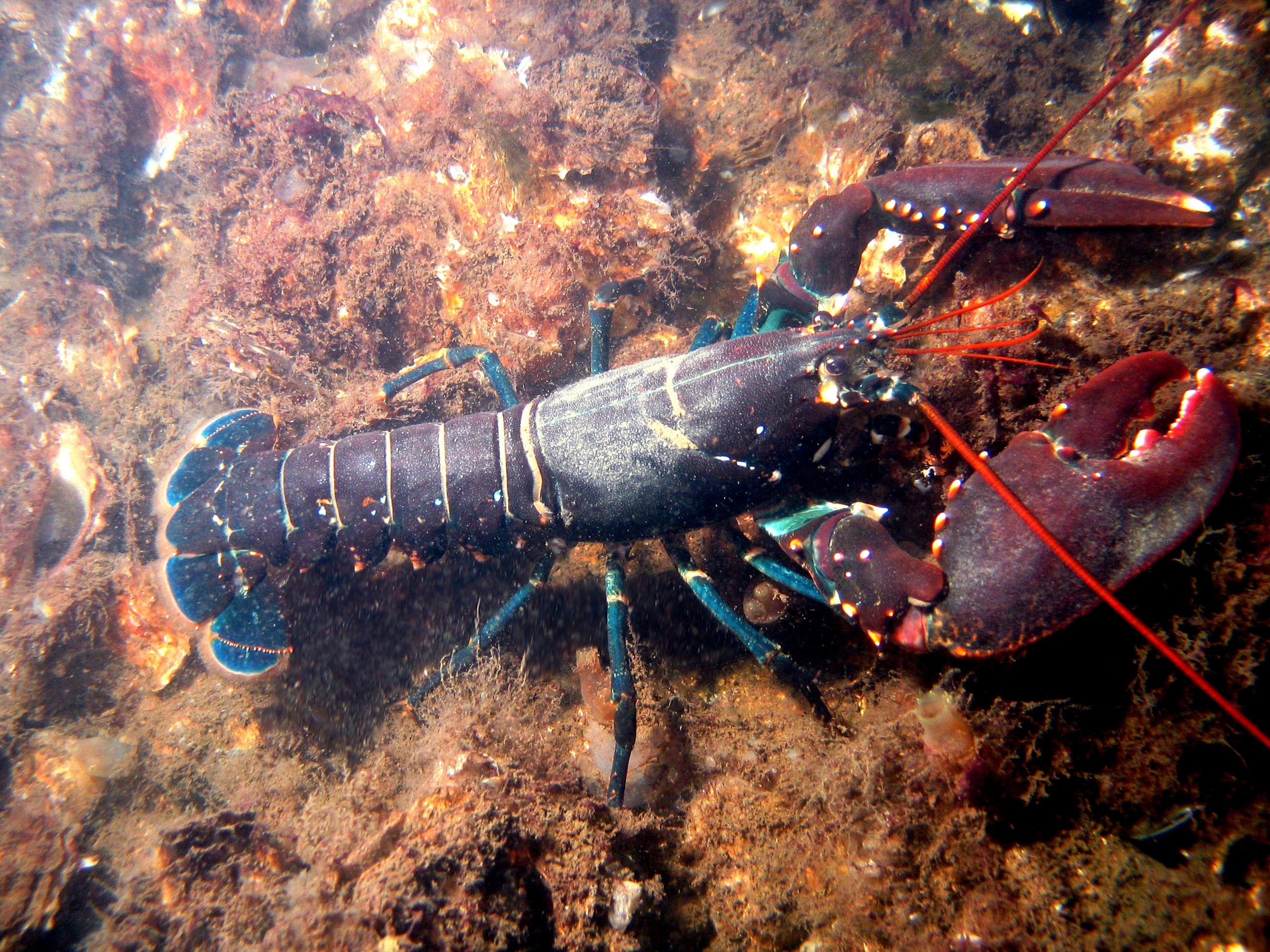
طرحت قضايا أخلاقية عن ما إذا كانت القشريات تشعر بالألم أم لا. تعتبر القشريات اليوم أنها تشعر بالألم.'

أخلاقيات الإحساسية غير المؤكدة هي مجموعة من التساؤلات حول التعامل والالتزامات الأخلاقية المترتبة تجاه الأفراد التي لا يمكن التأكد من إحساسيتها – امتلاك القدرة على الحس والشعور بشكل موضوعي – وما ينجم عن هذه الإحساسية من قدرة على اختبار الألم؛ حلّ هذا الموضوع محلًا للنقاش على وجه التحديد في مجال أخلاقيات الحيوان، مع طرح المبدأ الوقائي الاحترازي بشكل متكرر ردًا على ذلك.

## وجهات النظر

### أخلاقيات الحيوان
تقصى ديفيد فوستر والاس في مقالته لعام 2005 بعنوان «فكّر في الكركند» احتمالية وجود الإحساسية والقدرة على اختبار الألم لدى القشريات وما يترتب على أكلها من تبعات أخلاقية. في عام 2014، ناقش الفيلسوف روبرت سي. جونز السؤال الأخلاقي الذي طرحه والاس، وجادل أنه «حتى في حالة التشكيك في إحساسية القشريات، عندما يتعلق الأمر برعاية الحيوان، فمن الحكمة فرض المبدأ الوقائي الاحترازي فيما يتعلق بتعاملنا مع هذه الحيوانات، مع وقوفنا على الجانب الحذر». يتبنى ماكسيميليان بادن إلدر وجهة نظر مشابهة فيما يتعلق بقدرة الأسماك على الشعور بالألم، إذ يعتقد أنه «يجب تبني المبدأ الوقائي الاحترازي باعتباره التوجه الأخلاقي المناسب في مواجهة حالة عدم اليقين».
في مقالته لعام 2015 بعنوان «أعد التفكير في الكركند»، يقتبس جيف سيبو نقاش والاس حول صعوبة تحديد قدرة الحيوان على اختبار الألم. يطلق سيبو على مسألة كيفية التعامل مع الأفراد ذات الإحساسية غير المؤكدة اسم «مشكلة الإحساسية»، ويجادل بأن هذه المشكلة التي «يثيرها والاس بحاجة إلى اهتمام فلسفي أكبر بكثير مما تتلقاه في الوقت الحالي». يؤكد سيبو على وجود افتراضين محفزين وراء المشكلة: «الإحساسية بالحالة الأخلاقية» – فكرة مفادها أنه عند امتلاك الفرد بالفعل للإحساسية، فإنه يستحق الاعتبار الأخلاقي – و«عدم اليقين بشأن العقول الأخرى»، الذي يشير إلى عدم اليقين العلمي والفلسفي بشأن الأفراد التي تمتلك الإحساسية.
ردًا على هذه المشكلة، يطرح سيبو ثلاثة نهج محتملة مختلفة: أولًا المبدأ اللاتحذيري، الذي يفترض أنه في حالات عدم اليقين بشأن الإحساسية، من المسموح أخلاقيًا معاملة الأفراد باعتبارها غير إحساسية؛ وثانيًا المبدأ الوقائي الاحترازي، الذي يؤكد في مثل هذه الحالات على وجود الالتزام الأخلاقي بمعاملة هذه الأفراد كما لو كانت إحساسية بالفعل؛ وأخيرًا مبدأ القيمة المتوقعة، الذي يؤكد على أننا «مطالبون أخلاقيًا بمضاعفة اعتمادنا لاحتمالية إحساسية هذه الحيوانات بمقدار القيمة الأخلاقية التي ستمتلكها لو كانت بالفعل كذلك، ومعالجة حاصل هذه المعادلة باعتباره مقدار القيمة الأخلاقية التي تمتلكها بالفعل». يؤيد سيبو الموقف الأخير ويدافع عنه.
في إجابة على السؤال المتعلق بإحساسية الحيوانات، دعا جوناثان بيرش إلى تشكيل إطار عملي معتمد على المبدأ الوقائي الاحترازي، مجادلًا بتماشيه الجيد مع الممارسات التقليدية في علم رعاية الحيوان.
وفقًا لسيمون كنوتسون وكريستيان مونثي، يشير منظور أخلاقيات الفضيلة، فيما يتعلق بالحيوانات ذات الإحساسية غير المؤكدة، مثل «الأسماك، واللافقاريات مثل القشريات، والقواقع والحشرات»، إلى أنه «من اللازم على الشخص الأخلاقي (أو الفاضل) الانتباه أو توخي الحذر على الأقل فيما يتعلق بالجوانب ذات الصلة الأخلاقية المحتملة لدى هذه الحيوانات».
يجادل شيلي أ. أدامو أنه على الرغم من إمكانية النظر في المبدأ الوقائي الاحترازي فيما يتعلق بالإحساسية المحتملة لدى اللافقاريات باعتباره الخيار الأكثر أمانًا، لا يأتي هذا الخيار دون أي تكاليف، إذ قد تكون التشريعات غير المدروسة الموظفة وفقًا للمبدأ الوقائي الاحترازي مكلفة اقتصاديًا، إذ يجب علينا بالتالي الحذر حيال تبنيه.